# Donald P. Pray
| 42073 Noreen       | 2 gennaio 2001   |
| 71971 Lindaketcham | 25 novembre 2000 |
| 72432 Kimrobinson  | 14 febbraio 2001 |

Donald P. Pray (1949) è un astronomo amatoriale statunitense.
Il Minor Planet Center gli accredita la scoperta di tre asteroidi, effettuate tra il 2000 e il 2001.
Gli è stato dedicato l'asteroide 35364 Donaldpray.